# Sophienhafen

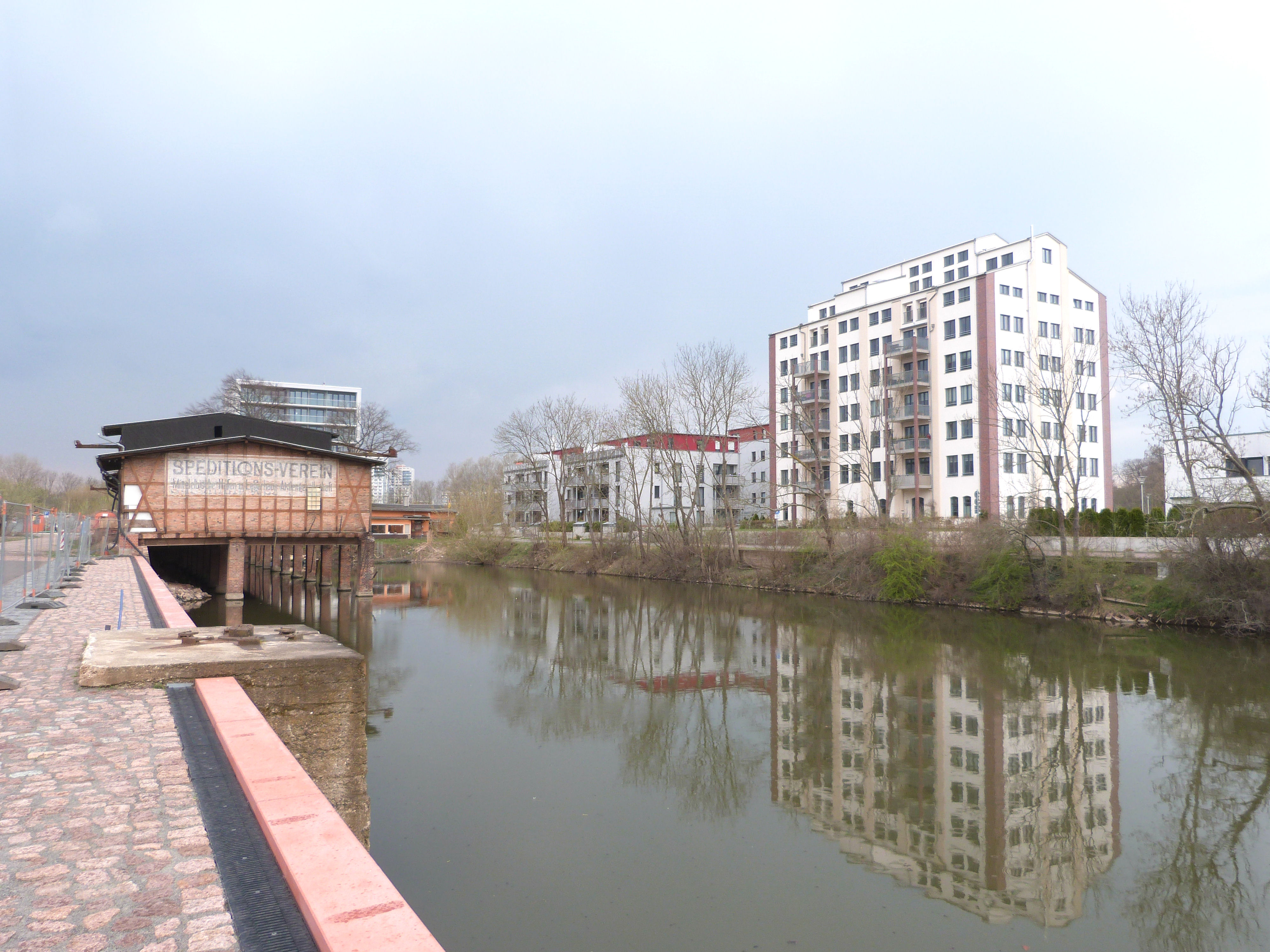
Sophienhafen Halle, Hafenbecken nach Westen

Der Sophienhafen war ein Binnenhafen an der Saale in der Stadt Halle (Saale). 

## Lage

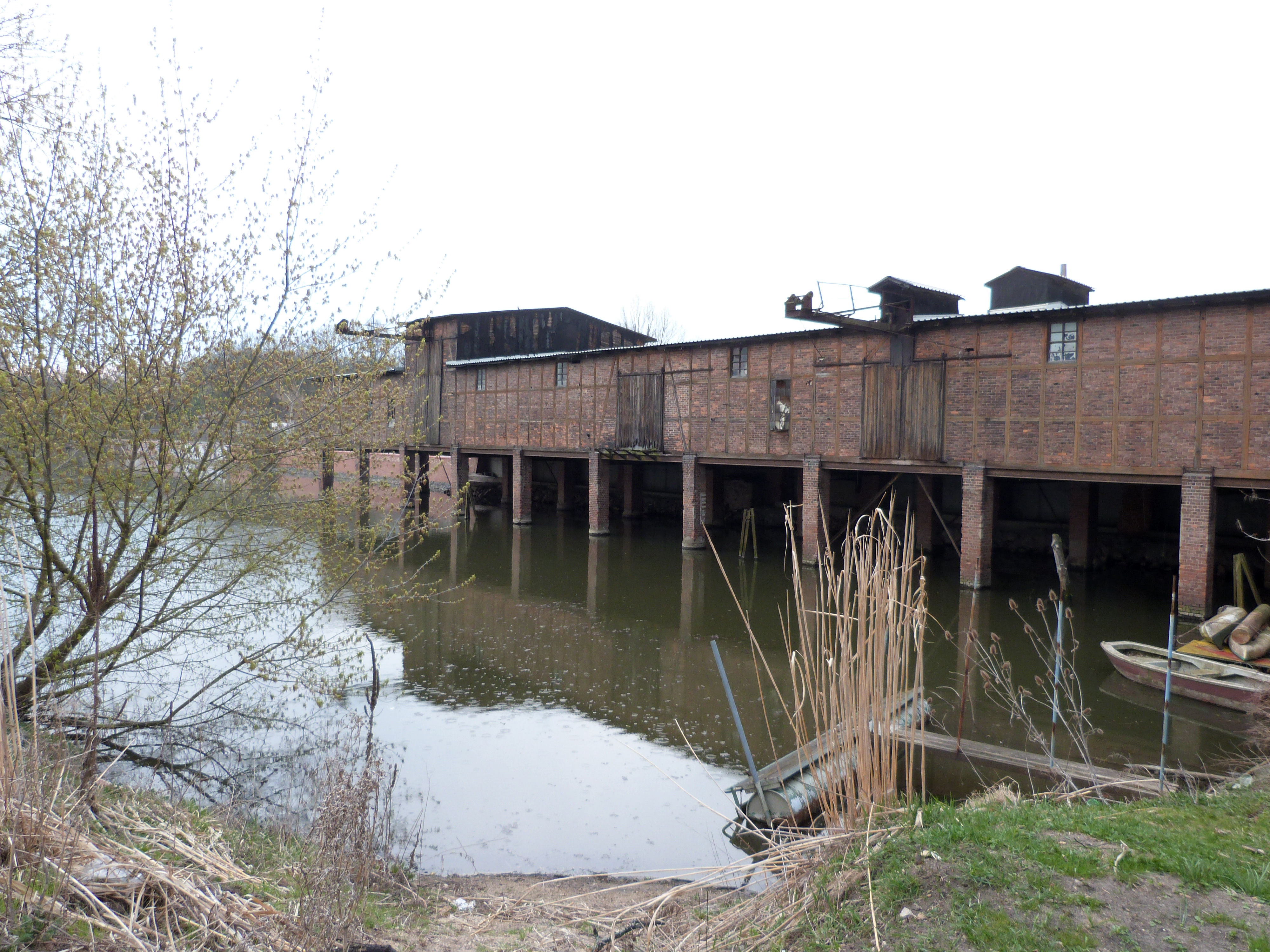
Sophienhafen Halle, aufgestelztes Lager- und Verladegebäude

Der Hafen liegt an der Saline-Halbinsel, nahe dem Zentrum von Halle. Das Hafenbecken befindet sich auf der linken Flussseite zwischen den Flusskilometern 92,6 Schleuse Gimritz und 93,7 Stadtschleuse. Es ist ca. 200 m lang und 50 m breit.

## Geschichte

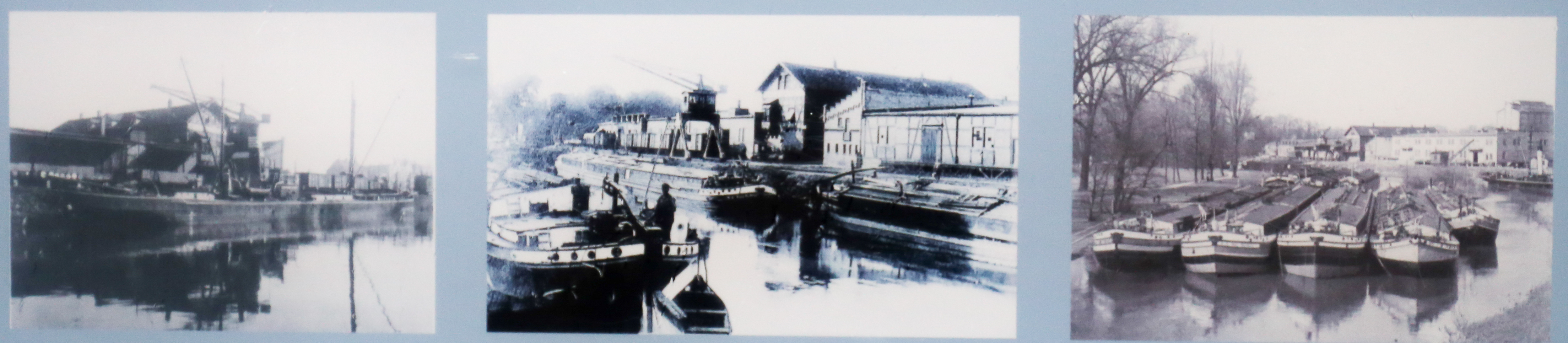
Historische Fotografien

Der Sophienhafen wurde 1857 angelegt. Er diente zunächst im Wesentlichen als Winterquartier für bis zu 30 Lastkähne zum Schutz vor dem Eisgang auf der Saale. Als Umschlagplatz stand er im Schatten der Häfen an der Mittelelbe und hatte untergeordnete Bedeutung. Verbesserungen traten ein mit der Ausdehnung des Netzes der Kettenschleppdampfer (Kettenschifffahrt auf Elbe und Saale) des Dresdner Unternehmens Kette AG, die Halle anfuhren, der Aufnahme des Radschleppdampferverkehrs durch die Elbe und Saale Dampfschifffahrtsgesellschaft und der Eröffnung der Hafenbahn, die den Anschluss an das regelspurige Bahnnetz herstellte.
In den Jahren vor dem Ersten Weltkrieg erwies sich der Sophienhafen auf Grund seiner zentralen Lage und der unzureichenden Schiffbarkeit der Saale (lediglich für Schiffe bis zu 400 BRT) als ungeeignet, den wachsenden Waren- und Güterumschlag abzuwickeln. Ab 1916 wurde der Bau eines neuen Hafens geplant. Mit dem Hafen Halle im Stadtteil Trotha wurde ab 1926 ein neuer Hafen errichtet. Der Sophienhafen wurde außer Betrieb genommen.

### Hafenbahn
Am 9. Januar 1895 erhielt der Sophienhafen mit der Eröffnung der Hafenbahn Halle einen Bahnanschluss. Damit gewann der Sophienhafen als Güterumschlagplatz an Bedeutung. Es siedelten sich eine Reihe von Gewerbe- und (Tank-)Lagerbetrieben an, darunter die Speditionsverein Mittelelbische Hafen- und Lagerhaus AG, die Deutsch-amerikanische Petroleum-Gesellschaft und die Deutsch-russische Naphta-Import-Gesellschaft. Reste der Gleisanlagen befinden sich noch heute in der Hafenstraße.

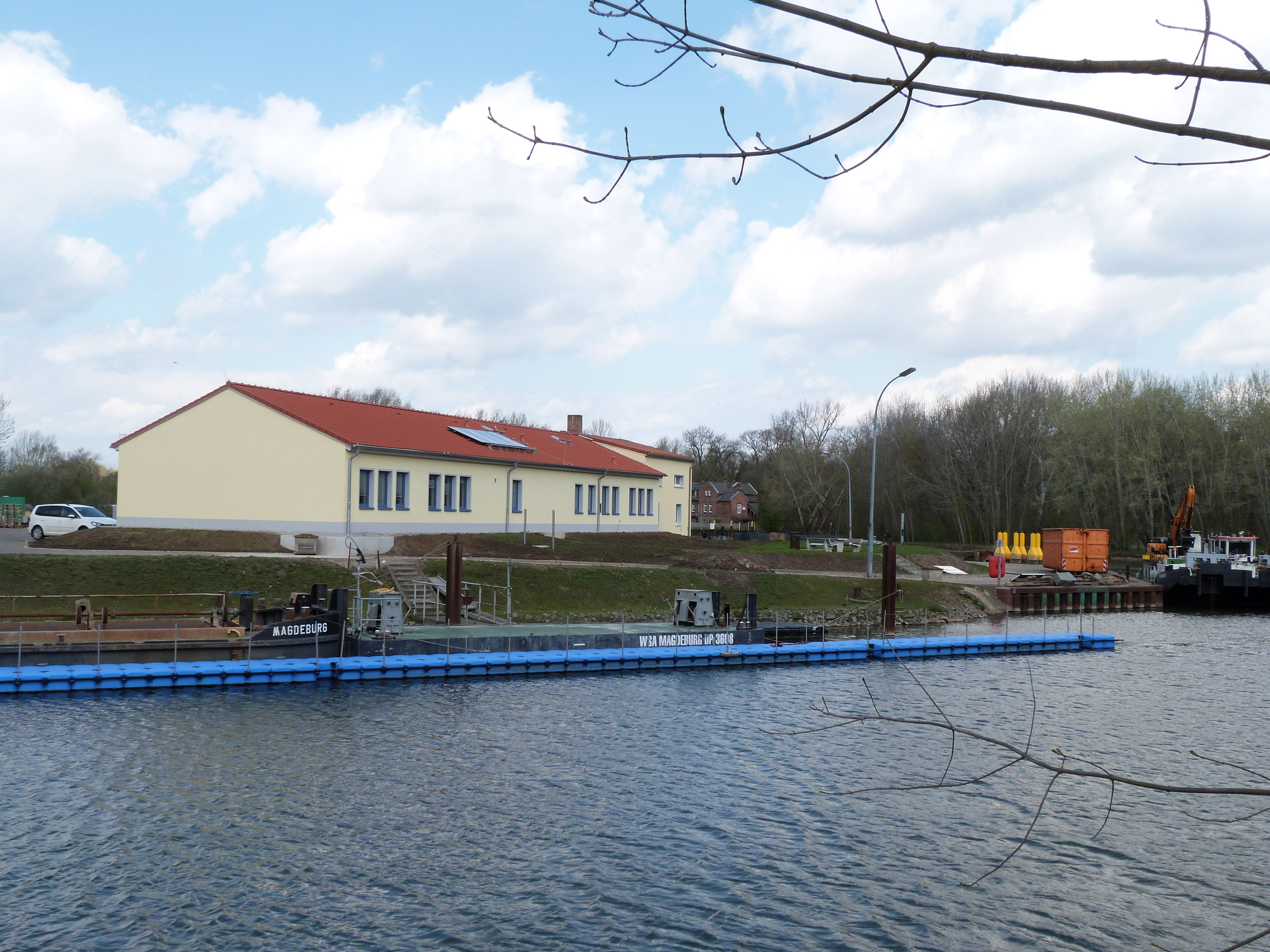
Sophienhafen Halle, Bereich WSA

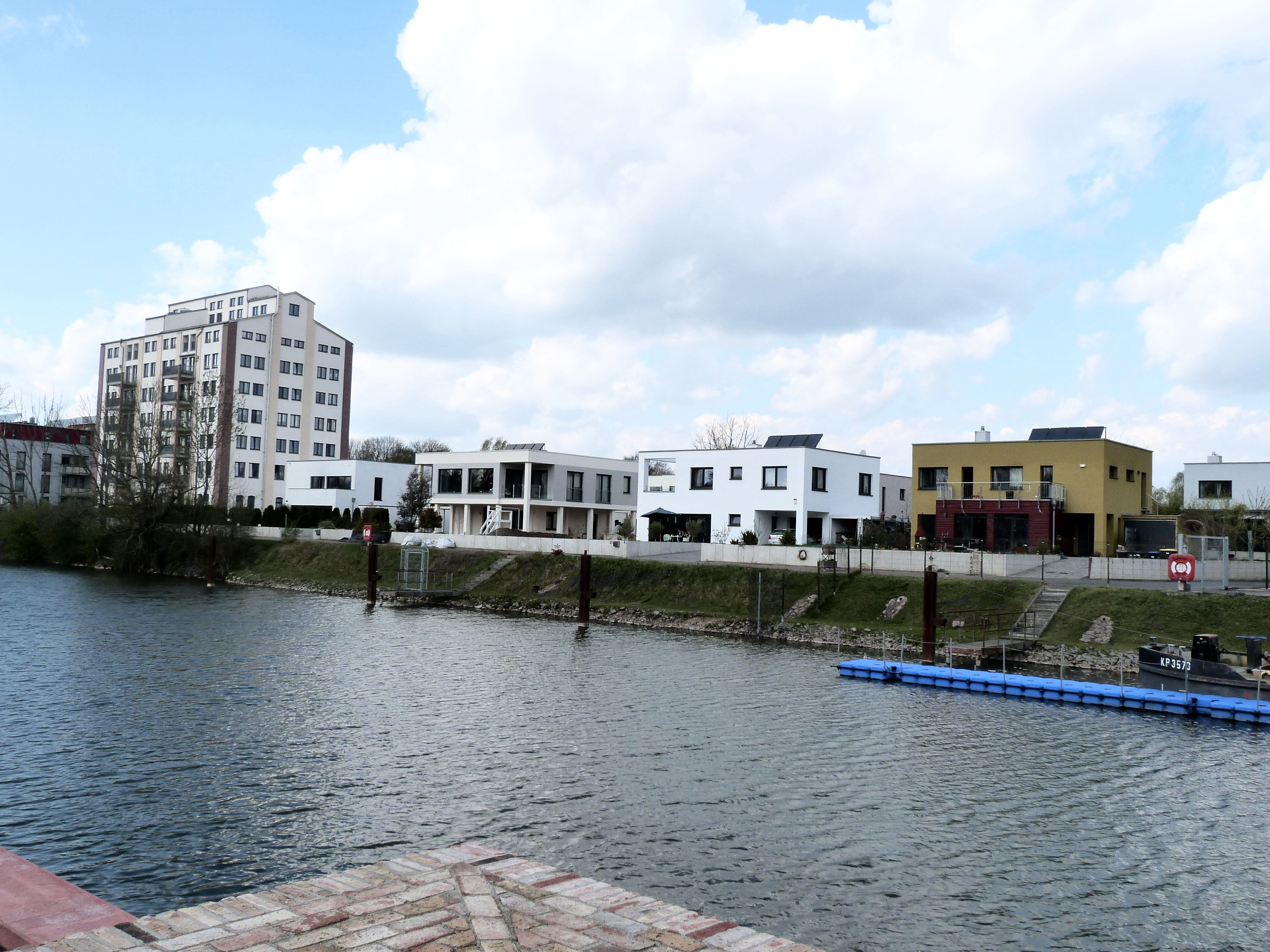
Neues Wohngebiet Am Sophienhafen

## Heutige Situation
Der Sophienhafen ist heute ungenutzt. Seine Anlagen sind weitgehend verfallen. Noch vorhanden ist ein mehrstöckiges Speichergebäude sowie ein teilweise im Hafenbecken aufgestelztes Gebäude am südlichen Rand des Beckens, das der Verladung diente. Die Stadt verfolgt derzeit Konzepte zur Nutzung als Sportboothafen. Das komplett sanierte Speichergebäude wurde durch Errichtung von Loftwohnungen zum Wohngebäude umfunktioniert. Weitere Wohnhäuser werden errichtet bzw. sind schon fertiggestellt. Teile der Uferbefestigung werden noch als Anleger für Schiffe des Wasserstraßen- und Schifffahrtsamtes Magdeburg (WSA) genutzt, das auch die zuständige Behörde der Schifffahrtsverwaltung ist. Die Hafenbahn existiert heute nicht mehr. Sie wurde nach der Wende bis auf wenige Reste zurückgebaut. Teile der Strecke werden heute als Fuß- und Radweg genutzt, wie z. B. die in Stahlfachwerkbauweise errichtete Hafenbahnbrücke (51° 28′ 17″ N, 11° 57′ 24,6″ O).
Geplante Erweiterungen des Wohngebiets sind aufgrund des Hochwasserrisikos umstritten.